# Anthony Daniels
Anthony Kingsley Daniels (Salisbury, 21 de fevereiro de 1946) é um ator de mímica britânico, conhecido por interpretar o andróide C-3PO da saga Star Wars. Ele é o único ator que participou de todos os principais filmes da franquia.
Também fez a voz do elfo Legolas da adaptação animada do filme O Senhor dos Anéis de 1978.

## Filmografia

### No cinema
| Ano  | Título                                                       | Papel       | Notas |
| ---- | ------------------------------------------------------------ | ----------- | ----- |
| 1977 | Star Wars                                                    | C-3PO       |       |
| 1978 | Bruges-La-Morte                                              | Pierrot     |       |
| 1978 | O Senhor dos Anéis                                           | Legolas     |       |
| 1978 | The Star Wars Holiday Special                                | C-3PO       |       |
| 1980 | The Empire Strikes Back                                      | C-3PO       |       |
| 1980 | Star Wars Underoos                                           | C-3PO       |       |
| 1982 | Return of the Ewok                                           | C-3PO       |       |
| 1983 | Return of the Jedi                                           | C-3PO       |       |
| 1987 | Star Tours                                                   | C-3PO       |       |
| 1990 | Disneyland's 35th Anniversary Special                        | C-3PO       |       |
| 1990 | I Bought a Vampire Motorcycle                                | Padre       |       |
| 1990 | The World of Eddie Weary                                     | Bruce       |       |
| 1995 | Prime Suspect: The Lost Child                                | —           |       |
| 1995 | Prime Suspect: Inner Circles                                 | —           |       |
| 1995 | The Adventures of Young Indiana Jones: Attack of the Hawkmen | François    |       |
| 1997 | The Pirates and the Prince                                   | C-3PO       |       |
| 1999 | Star Wars: Episode I - The Phantom Menace                    | C-3PO       |       |
| 2002 | Star Wars: Episode II - Attack of The Clones                 | C-3PO       |       |
| 2003 | Ghosts of Albion: Legacy                                     | Lord Nelson |       |
| 2005 | Star Wars: Episode III - Revenge of the Sith                 | C-3PO       |       |
| 2008 | Star Wars: The Clone Wars                                    | C-3PO       |       |
| 2008 | Help! I'm No Bigger Than a Bug                               | MAL         |       |
| 2010 | Robot Chicken: Star Wars Episode III                         | C-3PO       |       |
| 2011 | Star Tours: The Adventures Continue                          | C-3PO       |       |
| 2014 | The LEGO Movie                                               | C-3PO       |       |
| 2015 | Star Wars: Episode VII - The Force Awakens                   | C-3PO       |       |
| 2016 | Rogue One: A Star Wars Story                                 | C-3PO       |       |
| 2017 | Star Wars: Episode VIII - The Last Jedi                      | C-3PO       |       |
| 2018 | WiFi Ralph                                                   | C-3PO       |       |
| 2019 | Star Wars: Episode IX - The Rise of Skywalker                | C-3PO       |       |

### Na televisão
| Ano       | Título                                 | Papel                    | Notas                                               |
| --------- | -------------------------------------- | ------------------------ | --------------------------------------------------- |
| 1976      | Centre Play                            | —                        | Episódio: William Wilson                            |
| 1977      | Donny and Marie                        | C-3PO                    | Episodio: 3.1                                       |
| 1978      | A Life at Stake                        | —                        | Episódio: So, Who's Sick?                           |
| 1979      | Turning Year Tales                     | John                     | Episódio: Dear Harriet                              |
| 1980      | The Muppet Show                        | C-3PO                    | Episódio: The Stars of Star Wars                    |
| 1980      | Sesame Street                          | C-3PO                    | 4 episódios                                         |
| 1984      | The Country Diary of an Edwardian Lady | Kenneth                  | 7 episódios                                         |
| 1985      | The Edison Twins                       | Miles Janus              | Episódio: Star-Crossed Lovers                       |
| 1985-1986 | Star Wars: Droids                      | C-3PO                    |                                                     |
| 1987      | Three Up Two Down                      | Rupert Fairfax           | Episódio: Mirror Mirror on the Wall                 |
| 1988-1989 | Square Deal                            | Julian                   | 3 episódios                                         |
| 1989      | Singles                                | Jeremy                   | Episódio: Sons and Lovers                           |
| 1989      | Dramarama                              | Sr. Cane                 | Episódio: In the Pink                               |
| 1990      | Disneyland                             | C-3PO                    | Episódio: Disneyland's 35th Anniversary Celebration |
| 1992      | The Bill                               | Richard Lee-Ward         | Episódio: Stoning the Glasshouse                    |
| 1995      | The Famous Five                        | Professor Dobson         | Episódio: Five on a Secret Trail                    |
| 2000      | Randall & Hopkirk (Deceased)           | Walton                   | Episódio: The Best Years of Your Death              |
| 2001      | Urban Gothic                           | Sr. Tidyman              | Episódio: Serotonin Wild                            |
| 2002      | Star Wars: Connections                 | C-3PO                    |                                                     |
| 2004      | Holby City                             | Coronel Donald Humphries | Episódio: In the Line of Fire                       |
| 2004-2005 | Star Wars: Clone Wars                  | C-3PO                    | 4 episódios                                         |
| 2006      | Doctors                                | Justin Watts             | Episódio: Abuse of Power                            |
| 2008      | Star Wars: The Clone Wars              | C-3PO                    | 11 episódios                                        |
| 2011      | LEGO Star Wars: The Padawan Menace     | C-3PO                    |                                                     |
| 2012      | LEGO Star Wars: The Empire Strikes Out | C-3PO                    |                                                     |
| 2012-2013 | Dirigible Days                         | Narrador                 | 5 episódios                                         |
| 2013-2014 | The Yoda Chronicles                    | C-3PO                    | 7 episódios                                         |
| 2014      | Star Wars Rebels                       | C-3PO                    | Episódio: Droids in Distress                        |
| 2014      | Rebels Recon                           | C-3PO                    | 2 episódio                                          |
| 2015      | Lego Star Wars: Droid Tales            | C-3PO                    | 5 episódios                                         |
| 2016      | Star Wars: Detours                     | C-3PO                    |                                                     |
| 2017      | Star Wars: Forces of Destiny           | C-3PO                    | Episódio: Beasts of Echo Base                       |
| 2017      | Star Wars Forces of Destiny: Volume 2  | C-3PO                    |                                                     |
| 2018      | Star Wars: Underworld                  | C-3PO                    |                                                     |

### Como dublagem
| Ano  | Título                                                 | Papel | Notas |
| ---- | ------------------------------------------------------ | ----- | ----- |
| 1997 | Monopoly Star Wars                                     | C-3PO | Voz   |
| 2008 | Star Wars: The Clone Wars                              | C-3PO | Voz   |
| 2009 | Star Wars: The Force Unleashed - Ultimate Sith Edition | C-3PO | Voz   |
| 2015 | Disney Infinity 3.0                                    | C-3PO | Voz   |
| 2015 | Star Wars: Battlefront                                 | C-3PO | Voz   |
| 2016 | Lego Star Wars: The Force Awakens                      | C-3PO | Voz   |